# Pyrrhus (Royer)
Pyrrhus és una òpera del compositor francès Joseph-Nicolas-Pancrace Royer, estrenada a l'Académie Royale de Musique (l'Òpera de París) el 26 d'octubre de 1730. Agafa la forma d'un tragédie en musique en un pròleg i cinc actes. El llibret, de Fermelhuis, es basa en el mite grec de Pirros, fill d'Aquil·les.
L'òpera va ser reviscuda a Versailles el 16 de setembre de 2012. L'actuació va ser enregistrada i subsegüentment publicada el 2014.

## Enregistrament
- Pyrrhus, Alain Buet (Pyrrhus), Guillemette Laurens (Eriphile), Emmanuelle de Negri (Polixène), Jeffrey Thompson (Acamas), Orquestra i cor de Les Enfants d'Apollon, dirigida per Michael Greenberg (Alfa, 2014)